# 9555 Frejakocha
9555 Frejakocha (tên chỉ định: 1986 GC) là một tiểu hành tinh vành đai chính. Nó được phát hiện ở Brorfelde Observatory gần Holbæk, Denmark, ngày 2 tháng 4 năm 1986. Nó được đặt theo tên Freja Koch Augustesen, a granddaughter of one of the discoverers.